# ジョン・エジャートン (第2代ブリッジウォーター公爵)

エジャートン家の紋章。

第2代ブリッジウォーター公爵ジョン・エジャートン（英語: John Egerton, 2nd Duke of Bridgwater、1727年4月29日 - 1748年2月26日）は、グレートブリテン王国の貴族。エジャートン家の出身で、1727年から1731年までジョン・エジャートン卿（Lord John Egerton）を称し、1731年から1745年までブラックリー侯爵（Marquess of Brackley）の儀礼称号を使用した。

## 生涯
初代ブリッジウォーター公爵スクロープ・エジャートンと2人目の妻レイチェル・ラッセル（第2代ベッドフォード公爵ライオセスリー・ラッセルの娘）の四男として生まれた。3人の兄が父を先立ったため、1745年に父から公爵位を継承した。
わずか3年後、エジャートンは熱病により遺言状を残さずに死去、1748年3月4日にハートフォードシャーのリトル・ガズデンで埋葬された。未婚だったため、ブリッジウォーター公爵は弟フランシス・エジャートン卿が継承した。